# Математичка социологија
Математичка социологија је употреба математике зарад конструисања социолошке теорије. Математичка социологија циља на теорије са јаком иницијативом и слабом формалном основом , и поткрепљује их у формалном смислу. Предности овог приступа укључују повећану јасноћу и могућност коришћења математике за извлачење импликационих теорија до којих се не може доћи интуитивно. То је такође и дедукција својстава модела и поређење са релевантним емпиријским податима. Анализа друштвених мрежа је најпознатији допринос овог потпоља социологије у целини. Модели који се обично користе у математичкој социологији омогућавају социолозима да схвате како су предвидљиве локалне интеракције често у стању да изазову глобалне обрасце друштвених структуре.

## Историја
Почевши у раним 1940-им годинама, Николас Рашевски, а потом у касним 1940-им, Анатол Рапопорт и други, су развили приступ који се заснива на релацијама и вероватноћи за карактеризацију великих социјалних мрежа у којима су чворови лица и линкови познанства. Током касних 1940-тих, формуле су изведени које би је повезивале локалне параметре као што су затварање контаката на глобалној мрежи повезивања (ако је особа А повезана и са особом Б и особом Ц, онда постоје веће шансе да су Б и Ц међусобно повезани).
Штавише, познанство је  позитивна веза , али шта је са  негативним везама  као што су непријатељства међу људима? Да би се ријешио овај проблем, [теорија [графикона]], која је математички схема приказана тачакама и линијама, може се проширити на ова два типа веза и на тај начин ствара моделе који представљају позитивне и негативне односе , који су представљени као потписао графикон с. Потписана графикон се зове  избалансираним  ако је производ од знакова свих односа у сваком циклусу (линкови у сваком циклусу графикона) је позитиван.
Ово је довело до Хараријеве структурне теореме (1953), која тврди да уколико мрежа повезаних позитивних и негативних веза је уравнотежена, нпр као што је илустрован психолошки принцип да "непријатељ мог пријатеља је мој непријатељ", онда се састоји од две подмреже тако да свака има позитивне везе међу својим чворовима и постоје само негативне везе између чворова у различитим подмрежама. 
У другом моделу, везе имају релативну снагу. 'Познанство' може да се посматра као "слаба" веза и "пријатељство" је представљено као јака веза. Као што је горе наведено, постоји концепт затварања, који се зове јако тријадично затварање. Графикон задовољава јака тријадична затварања ако је А снажно повезан са Б, а Б је снажно повезана са Ц, а затим А и Ц морају имати везу (слабу или јаку).
У ова два развића имамо математичке моделе који потврђују анализу структуре. Други рана утицајни дешавања у математичкој социологији односила су се на процес. На пример, 1952. године Херберт Сајмон је произвело математичку формализацију објављене теорије друштвених група изградњом модел који се састоји од детерминистичких система диференцијалних једначина. Формални студија система довела је до теореме о динамици и имплицитној равнотежи било које групе.

## Даље развиће
Модел конструисан од стране Симона поставља питање: како се могу повезати такви теоријски модели са подацима из социологије, којима су резултати истраживања изражени у облику пропорције људских веровања или њихових дела. Ово сугерише извођење једначине о шансама за појединачно променљиво стања у малом интервалу времена, процедуре добро познате у математици као стохастичких процеса. 
Социолог, Џејмс С. Колеман говори о овој идеји у својој књизи 1964.  Увод у математичку социологију , који је показао како случајни процеси у друштвеним мрежама могу бити анализирани на такав начин да се омогући тестирање изграђеног модела у поређењу са релевантним подацима. Поред тога, Колеман примењује математичке идеје у економији, као што су општа теорија равнотеже, да би поткрепио свој став који гласи да општа друштвени теорија почети са својственим делом и, због<аналитичких разлога, приближимо такву акцију коришћењем рационалног изборног модела (Цолеман, 1990). Овај аргумент обезбедио је повезивање рационаланог избора мислећи на више традиционалне социолошке проблеме који укључују друштвене структуре.
У међувремену, структурна анализа добија додатно проширење у друштвеним мрежама на основу институционализованих друштвених односа, посебно оних из сродства. Повезаност математике и социологије овде укључуује Апстрактну алгебру, посебно, теорије група.То је довело до фокуса на податке аналитичке верзије сличног смањењежа комплексне друштвене мреже.
Неки програми истраживања у социологији користе експерименталне методе за проучавање процеса социјалне интеракције. Јосип Бергер и његове колеге , су покренули такав програм у којем је централна идеја употреба теоријског концепта "очекивчког стања" да изграде теоријске модела којим објашњавају међуљудске процесе.
Генерација математичких социолога која је уследила Рапопорта, Симона, Харарија, Колемана, Вајта и Бергера, укључујући и оне који улазе у поље у 1960, као што су Томас Фараро, Филип Бонацич и Том Мајер, између осталог, скренула са њиховог рада на различит начини.

## Данашња истраживања
Математичка социологије остаје мало потпоље у оквиру целине, али је успела да оформили бројне друге подобласти које деле исте циљеве за формално моделирање друштвеног живота.Једна од ових области је анализа друштвене мрежа, која је постала међу најбрже растућим областима социологије у 21. веку. Други главни развој у области је раст компјутерске социологије, која проширује математички алат употребом рачунарских симулација, вештачке интелигенције и напредних статистичких метода. Ова друга потпоља такође користе огромне сетова података о социјалној активности које генерише социјалне интеракције на интернету.